# Albert Guðmundsson (Fußballspieler, 1958)
Albert S. Guðmundsson (* 30. April 1958) ist ein ehemaliger isländischer Fußballspieler. Der Mittelfeldspieler bestritt zwischen 1977 und 1980 sieben Länderspiele und erzielte dabei ein Tor.
In seiner Spielerkarriere von 1975 bis 1987 spielte er bei den Fußballvereinen Valur Reykjavík, Edmonton Drillers, Helsingborgs IF, Mjällby AIF, Hittarps IK, Ängelholms FF, IFK Malmö und Landskrona BoIS.